# آتشین
آتشین (نام علمی: Aethionema grandiflorum) نام یک گونه از سرده آتشین است. جنس یا سردهٔ آتشین در ایران ۱۱ گونه گیاه علفی یک ساله و چند ساله دارد. آتشین یکی از این ۱۱ گونهٔ موجود در ایران است.

## نگارخانه

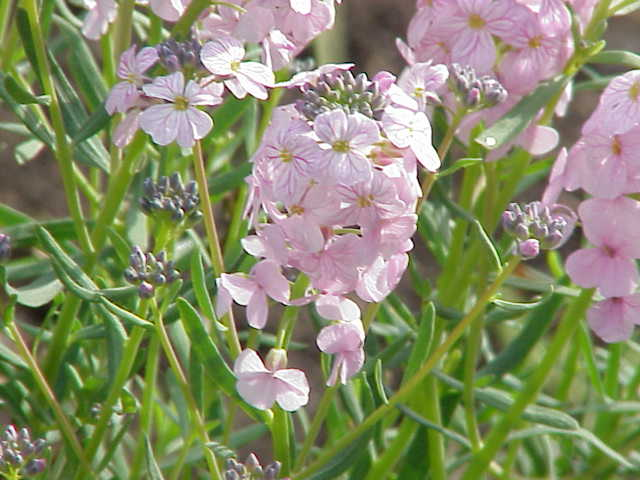
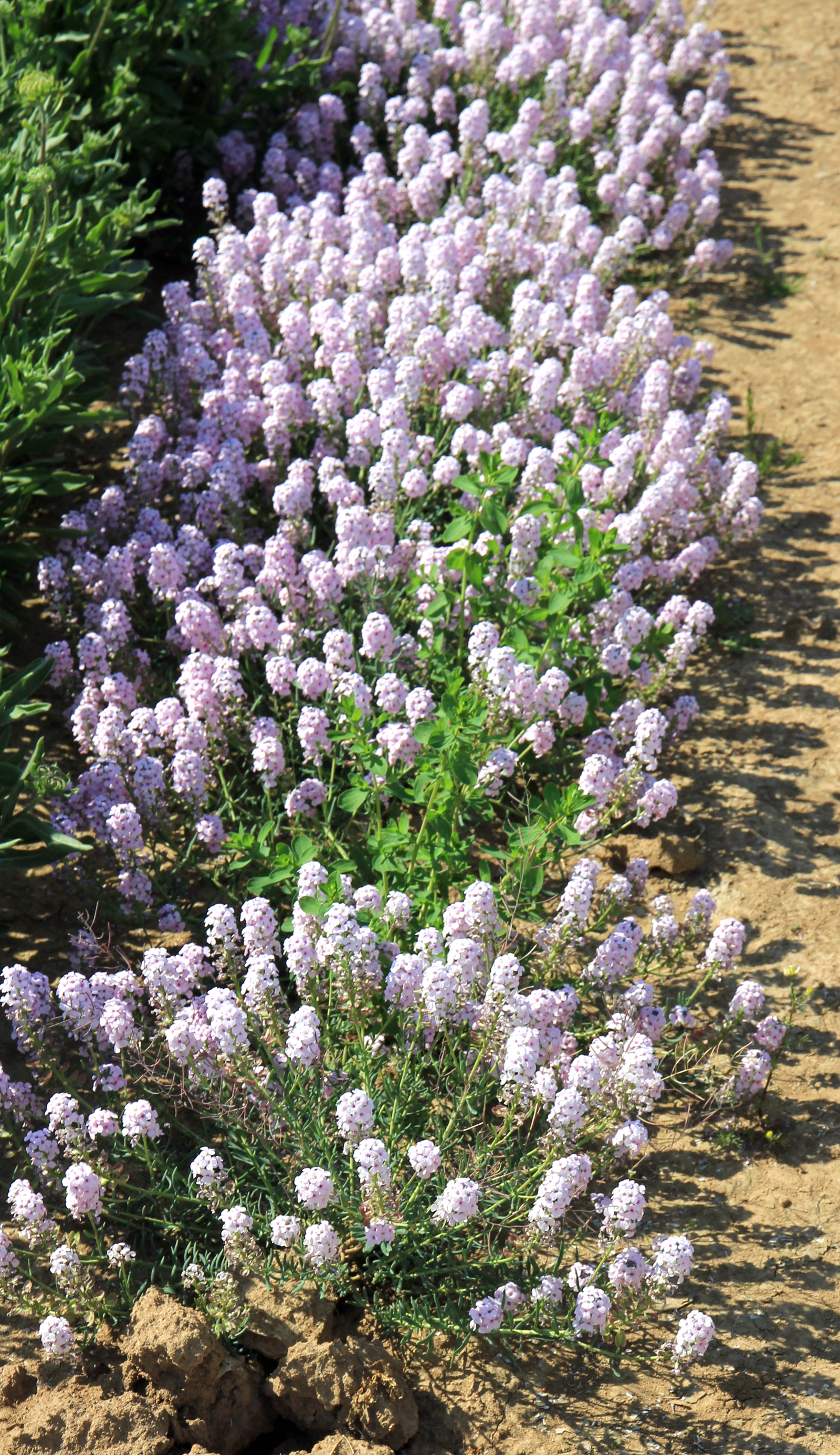